# Bell 429 GlobalRanger
Bell 429 GlobalRanger là một máy bay trực thăng hạng nhẹ, động cơ đôi phát triển bởi Bell Helicopter và Korea Aerospace Industries, dựa trên máy bay Bell 427. Chuyến bay đầu tiên của mẫu thử nghiệm Bell 429 diễn ra vào ngày 27 tháng 2, 2007, và máy bay này nhận được chứng nhận kiểu dáng vào ngày 1 tháng 7 năm 2009. Bell 429 có khả năng IFR một phi công và hoạt động Runway Category A.

## Phát triển
Động lực phát triển Bell 429 chủ yến đến từ ngành công nghiệp dịch vụ cấp cứu y khoa (EMS), vốn đang tìm kiếm một máy bay trực thăng thế hệ mới. Ban đầu, mẫu Bell 427 được dự định cung ứng nhu cầu của thị trường này, nhưng do kích thước cabin của 427 nhỏ không thể chứa được bệnh nhân, và hệ thống của máy bay không hỗ trợ chứng nhận quy định thiết bị bay (IFR). Ý tưởng ban đầu của Bell cho mẫu 429 là mở rộng từ model 427 (được tiết lộ với tên Bell 427s3i tại sự kiện trực thăng 2004 HAI), nhưng đã không đáp ứng được yêu cầu mà các khách hàng đang cần.

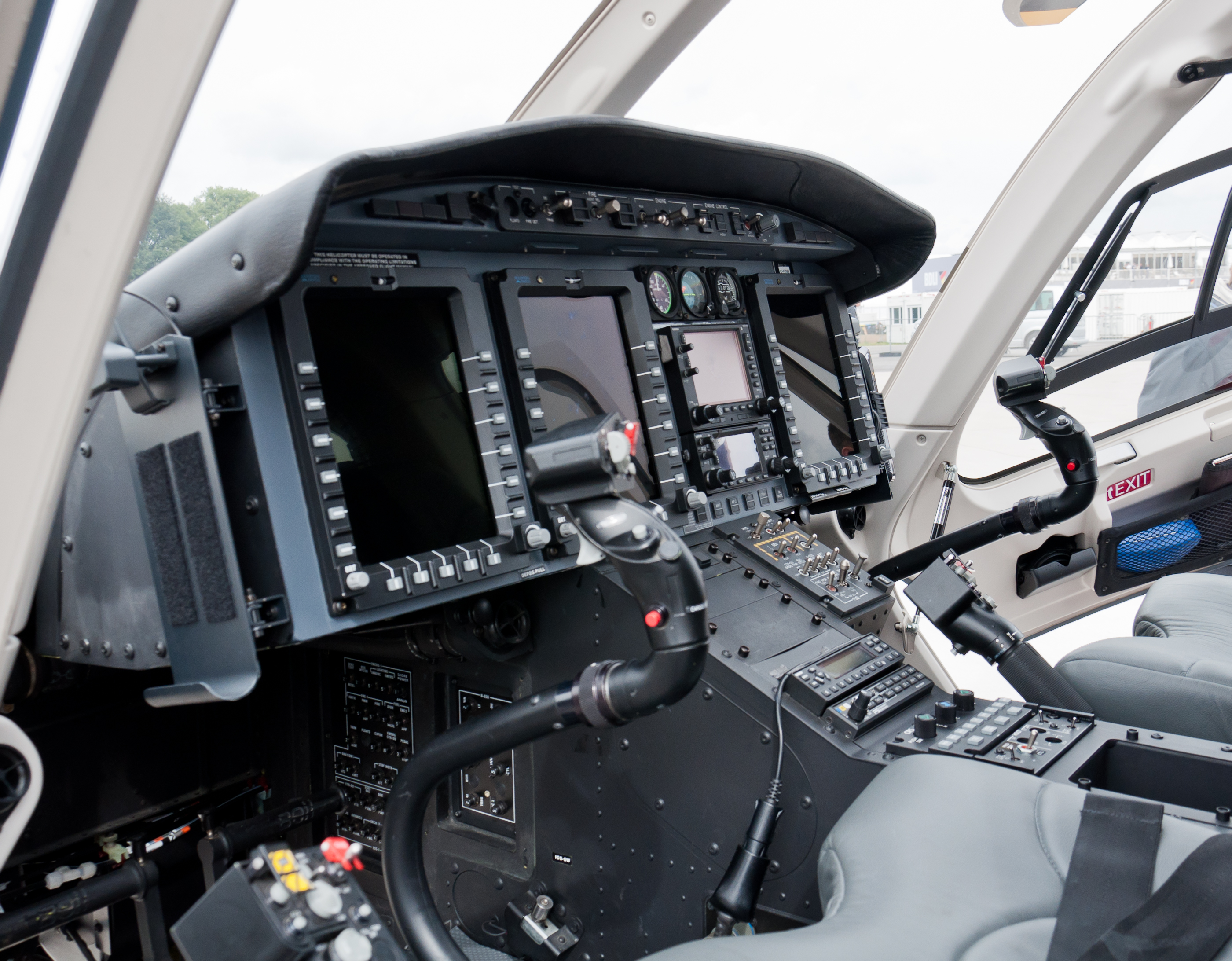
Buồng lái Bell 429

Bell từ bỏ việc lấy khung của 427 và sử dụng mẫu khung MAPL (Modular Affordable Product Line) vẫn đang dừng ở mức độ ý tưởng vào thời điểm đó. Model 429 sử dụng ý tưởng khung thân dạng modul và thiết kế rotor cánh quạt tân tiến từ chương trình MAPL, nhưng vẫn duy trì động cơ và hệ thống truyền động rotor của Model 427. Model cơ bản bao gồm một buồng lái bằng kính và được chứng nhận một phi công IFR. Bell hợp tác với Korea Aerospace Industries và Mitsui Bussan Aerospace của Nhật trong việc phát triển máy bay.
Bell đã bay thử nghiệm phần lớn thành phần công nghệ của MAPL bằng việc sử dụng máy bay thử nghiệm 427 cho đến tháng 2 năm 2006. Mẫu 429 đầu tiên được cất cánh vào ngày 27 tháng 2 năm 2007. Việc chứng nhận ban đầu được lên kế hoạch vào cuối năm 2007, nhưng lịch của dự án bị chậm trễ chủ yếu là do thiếu hụt bộ phận và vật liệu máy bay từ các nhà cung ứng, vốn ảnh hưởng cả ngày hàng không vào thời điểm đó, dẫn đến nhà sản xuất phải kéo dài dự án. Tháng 10 năm 2007, các đặc điểm bên ngoài máy bay được hoàn chỉnh. Tháng 2 năm 2008, Bell có ba máy bay 429 thử nghiệm trải qua 600 giờ bay. Model 429 thực hiện các bài test bay cao ở Colorado và hoạt động ở nhiệt độ cao ở Arizona.

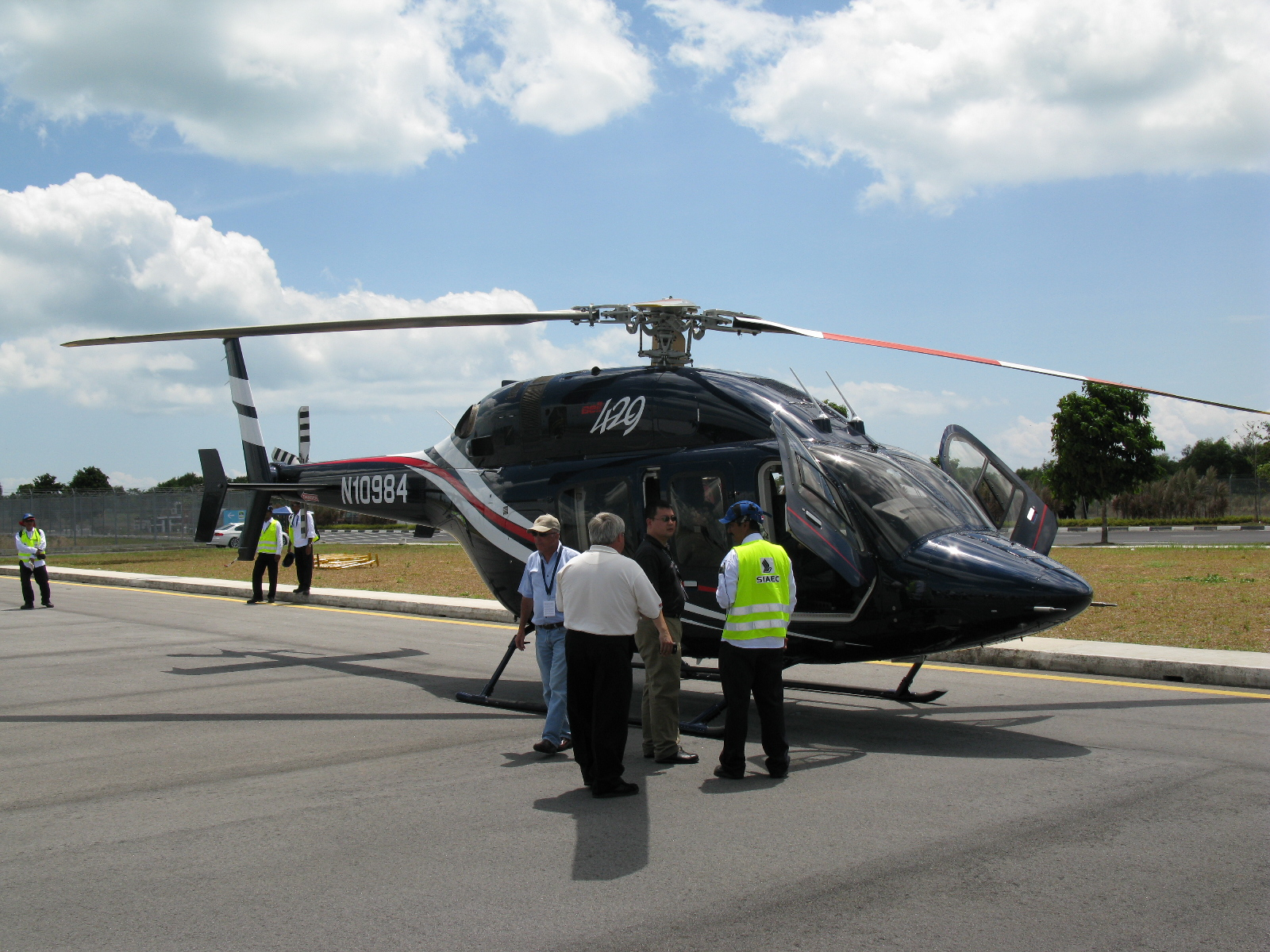
Bell 429 at the Singapore Air Show 2010

Trực thăng này được chứng nhận kiểu dáng từ Transport Canada Civil Aviation (TCCA) vào ngày 1 tháng 7 năm 2009, và từ Federal Aviation Administration (FAA) vào ngày 7 tháng 7 năm 2009. Chứng nhận của EASA được công bố tại Helitech vào ngày 24 tháng 9 năm 2009. TCCA và các cơ quan tương tự ở các nước khác sau đó đã thông qua ngoại lệ việc tăng trọng lượng máy bay. Tuy nhiên, FAA và EASA không đồng ý việc tăng trọng lượng máy bay, vốn là điều kiện cần để Model 429 hoạt động trong lực lượng Tuần Duyên Canada.
Tính đến tháng 6 năm 2009, mẫu Bell 429 đã nhận được hơn 301 chiếc đặt hàng. Khách hàng đầu tiên của chiếc Bell 429 là Air Methods Corporation, một hãng cung cấp dịch vụ medevac lớn nhất ở Hoa Kỳ. Vào ngày 7 tháng 7 năm 2009, những chiếc máy bay đầu tiên (s/n 57006) được bàn giao cho Air Methods (owner) và Mercy One (operator) tại cơ sở của Bell ở Mirabel, Quebec.

## Thiết kế
Bell 429 có một hệ thống rotor bốn cánh quạt với soft-in-plane flex beams. Các cánh quạt rotor làm bằng chất liệt composite và có swept tips nhằm giảm tiếng ồn. Rotor đuôi được làm stacking two, rotor hai cánh set at uneven intervals (to form an X) nhằm giảm tiếng ồn. Thể tích tổng cộng của cabin là 204 ft³ (5.78 m³) với cabin hành khách là 130 ft³ và khoang hàng hóa là 74 ft³, với một sàn phẳng tải bệnh nhân. Máy bay có cửa sau được tùy chọn cho các hoạt động EMS nhằm dễ tải bệnh nhân.
Máy bay 429 có một buồng lái kính với một three-axis autopilot (optional fourth axis kit) và bộ phận dẫn hướng bay tiêu chuẩn. Bộ phận tiếp đất tiêu chuẩn là càng đáp. Bộ phận đáp bằng bánh xe co rút được là một tùy chọn và thêm five kts nhằm tăng tốc độ. The helicopter is a single-pilot IFR máy trực thăng Nhóm A. Máy bay có thể hoạt động với chỉ một động cơ. Bộ phận truyền động có thể hoạt động 5,000 giờ giữa những lần bảo trì hộp số rotor đuôi là 3,200 giờ.

## Bên sử dụng
Úc
- Royal Australian Navy[21]
  - 723 Squadron RAN[22]

 Canada

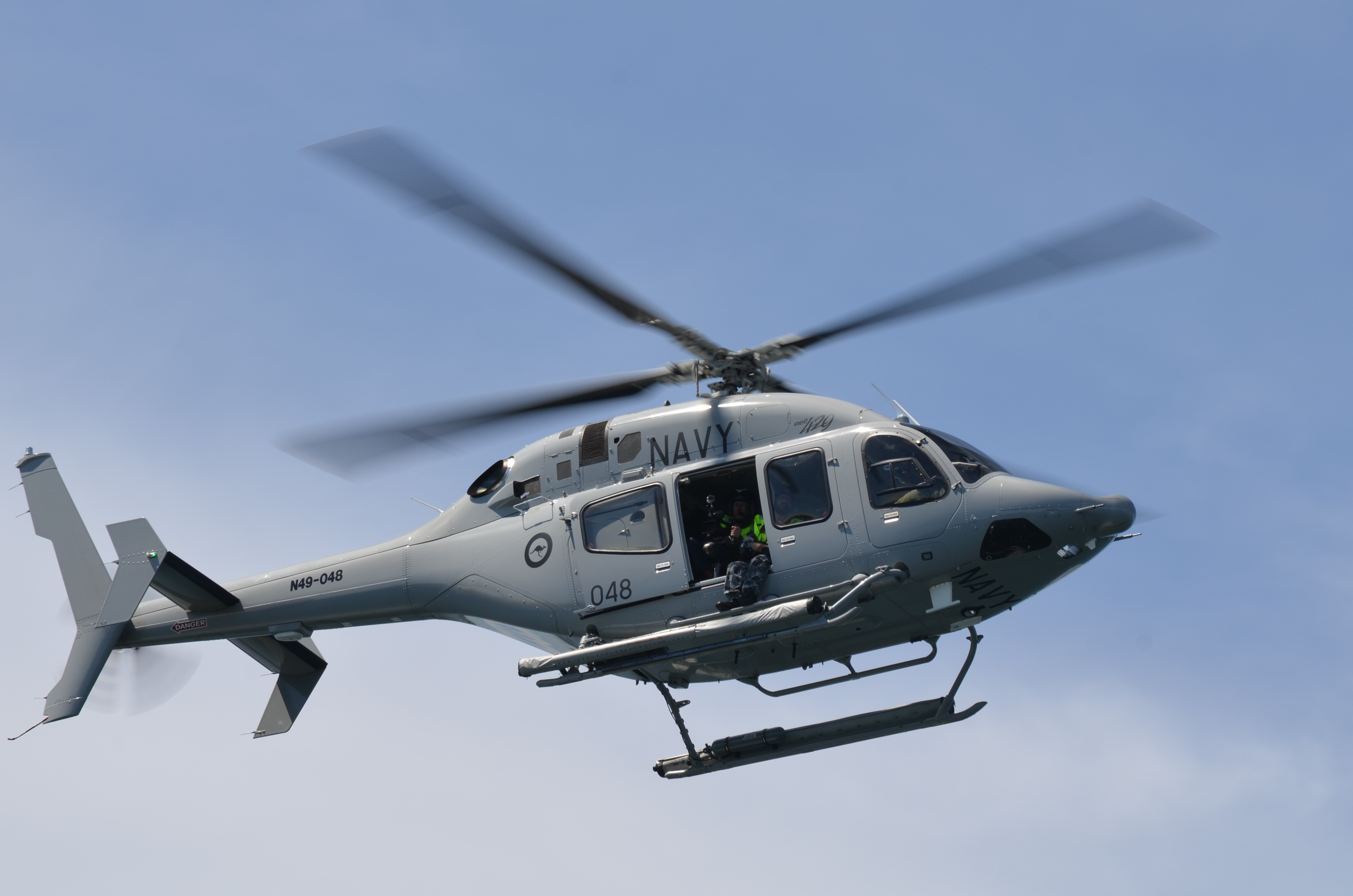
Một chiếc Bell 429 của Hải quân Hoàng gia Australia

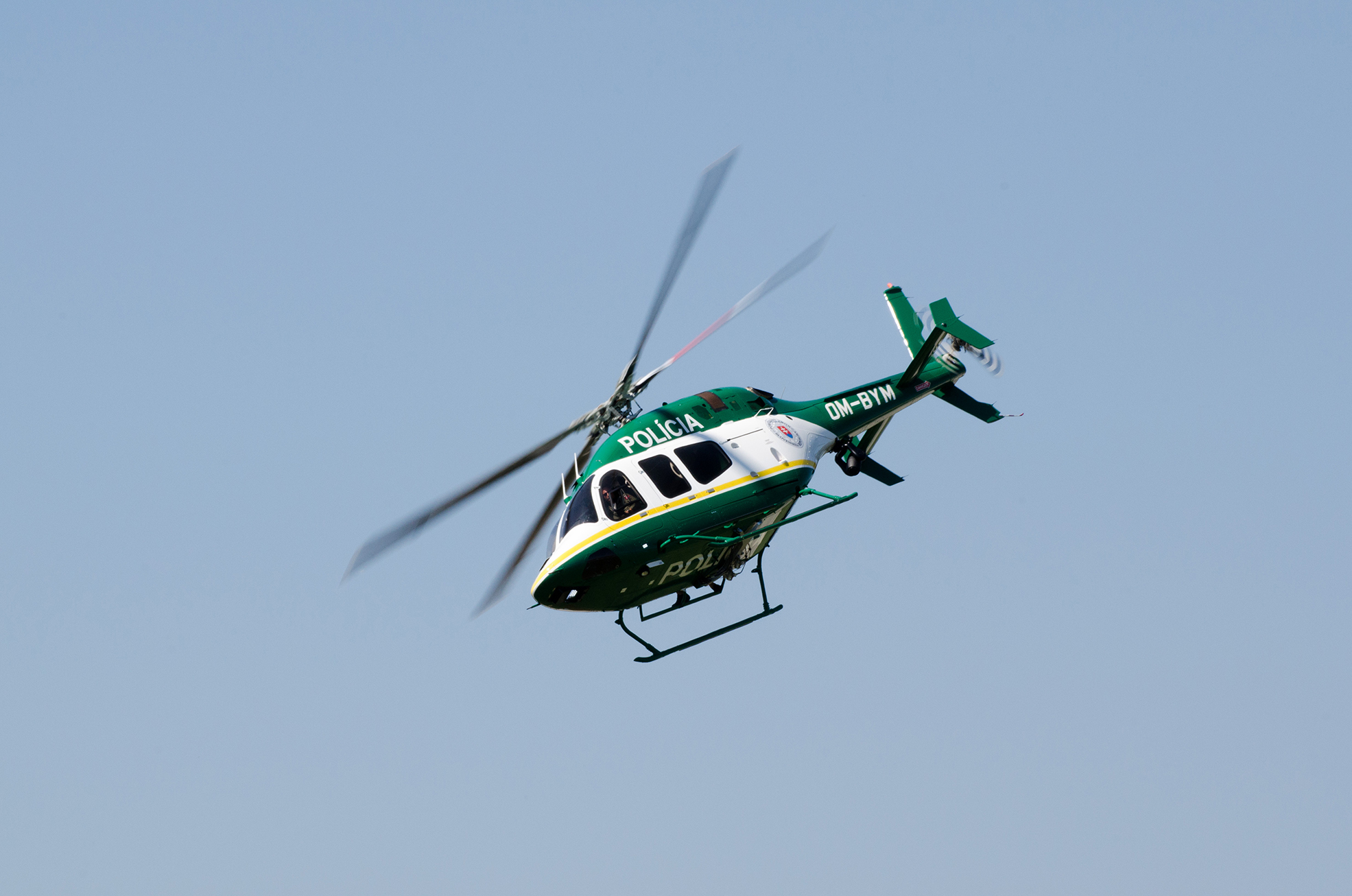
Bell 429 of the Slovak police

- Canadian Coast Guard - 15 in service[23][24]

 Jamaica
- Jamaica Defence Force - three on order as of January 2018[25]

 Kuwait
- Ministry of Health Air Ambulance[26]

 Oman
- Ministry of Defence – at lease one[27][28]

 Philippines
- Philippine National Police - 1 received in March 2018.[29]

 Slovakia
- Ministry of Interior - one in service.[30] OM-BYM crashed near Prešov (two firefighters perished)[31]
- Slovak Armed Forces - nine on order[32][33][34]

 Thụy Điển
- Swedish Police Authority - seven Bell 429s in service as of mid-January 2016.[35]

 Thái Lan
- Cảnh sát Hoàng gia Thái[36][37][38]

 Thổ Nhĩ Kỳ
- General Directorate of Security[39]

 Anh Quốc
- Wiltshire Air Ambulance[40]

 Hoa Kỳ
- Delaware State Police[41]
- Fairfax County Police Department[42]
- Texas A&M University[43]
- New York City Police Department[44]
- Arizona Department of Public Safety[45]
- Texas - CareFlite, based in Grand Prairie, operates two Bell 429s.[46][47][48]
- Montana - Two Bear Air Rescue, based near Whitefish, Montana[49]
- New York - Mercy Flight of Western New York[cần dẫn nguồn]
- Puerto Rico Department of Health[50]

## Specifications (Bell 429)

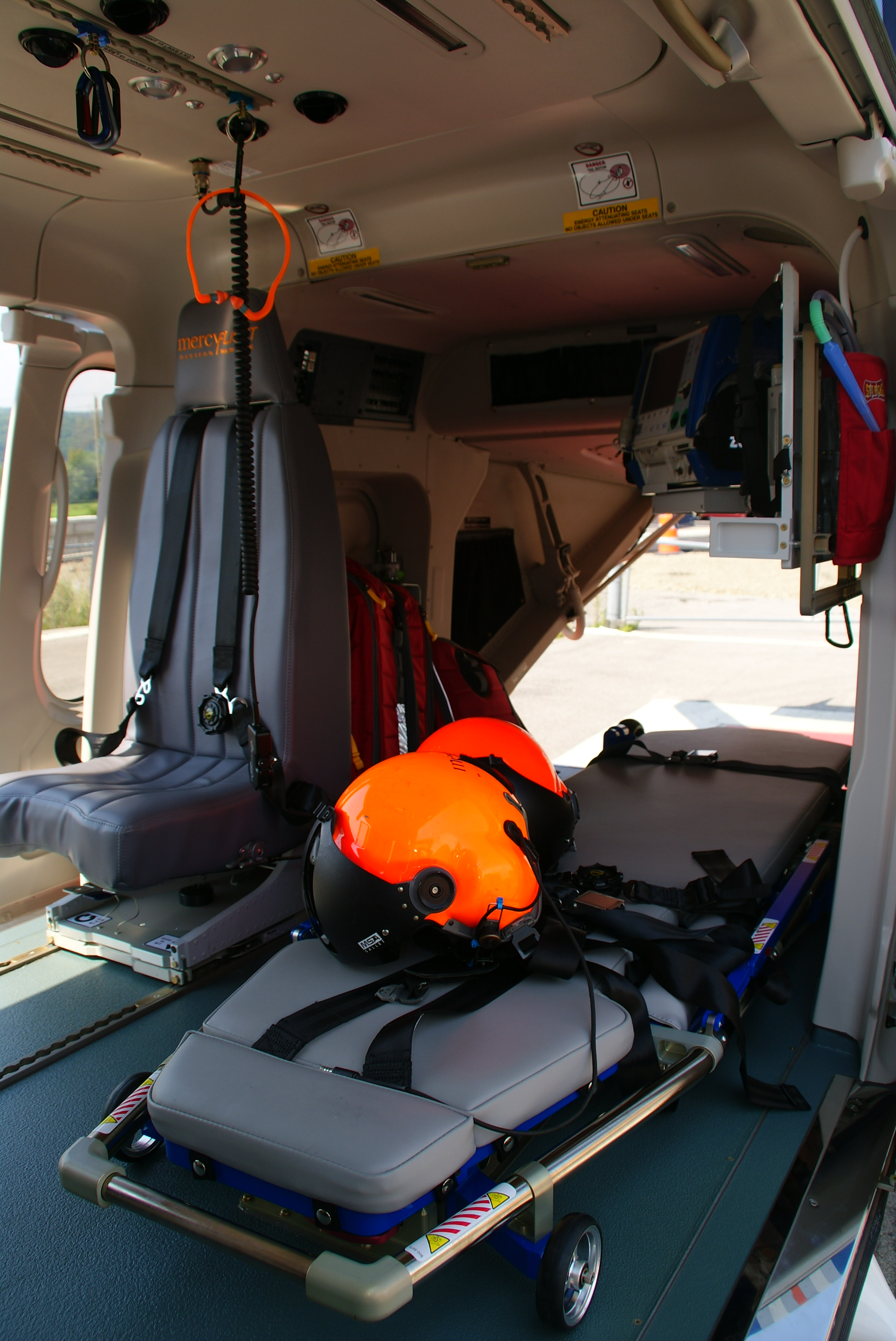
Cabin of a medical evacuation Bell 429

Dữ liệu lấy từ Bell 429 brochure, Bell Helicopter 429 product specifications, Flug Revue Bell 429 page, Aviation Week
Đặc điểm tổng quát
- Kíp lái: one pilot
- Sức chứa: seven passengers (six in passenger compartment; one beside pilot)[6]
- Chiều dài: 41 ft 8 in (12.7 m)
- Đường kính rô-to: 36 ft (10.97 m)
- Chiều cao: 13 ft 3 in (4.04 m)
- Trọng lượng rỗng: 4,245 lb (1,925 kg)
- Trọng tải có ích: 2,755 lb (1,250 kg)
- Trọng lượng cất cánh tối đa: 7,000 lb (3,175 kg)
- Động cơ: 2 × Pratt & Whitney Canada PW207D1 turboshaft, 625 shp (466 kW); 730 shp (545 kW) takeoff power[6]  mỗi chiếc
- Cabin volume: 204 ft³ (5.8 m³)

 Hiệu suất bay 
- Tốc độ không vượt quá: 155 kn[6] (178 mph, 287 km/h)
- Vận tốc hành trình: 150 knots (172.5 mph, 273 km/h)
- Tầm bay: 390 nmi (449 mi, 722 km)
- Trần bay: 20,000 ft (6,096 m)